# Liste der Flughäfen und Flugplätze in Kirgisistan

Lage Kirgisistans

Die Liste der Flughäfen und Flugplätze in Kirgisistan zeigt die Flughäfen und Flugplätze des asiatischen Staates Kirgisistan, geordnet nach Orten.

## Flughäfen
Namen in Fettschrift zeigen regelmäßigen Linienverkehr an.

(Von den 86 Flughäfen und Flugplätzen, die in Kirgisistan gebaut wurden, sind nachfolgend nur diejenigen aufgeführt, die über funktionierende Start- und Landebahnen verfügen.)
| Ort                        | Provinz       | ICAO-Code | IATA-Code | Name des Flughafens          | Koordinaten                  |
| -------------------------- | ------------- | --------- | --------- | ---------------------------- | ---------------------------- |
| Bischkek                   | Tschüi        | UCFM      | FRU (БИШ) | Flughafen Manas              | 43° 3′ 40″ N, 74° 28′ 39″ O  |
| Dschalal-Abad              | Dschalal-Abad | UAFJ      | (ДЖБ)     | Flughafen Dschalal-Abad      | 40° 56′ 39″ N, 72° 58′ 40″ O |
| Kasarman                   | Dschalal-Abad | UAFZ      | (КЗМ)     | Flughafen Kasarman           | 41° 24′ 37″ N, 74° 2′ 39″ O  |
| Kerben                     | Dschalal-Abad | UAFE      | (КРФ)     | Flughafen Kerben             | 41° 29′ 4″ N, 71° 44′ 1″ O   |
| Toktogul                   | Dschalal-Abad | UAFX      | (ТГЛ)     | Flughafen Toktogul           | 41° 52′ 40″ N, 72° 51′ 44″ O |
| Kanysch-Kyja               | Dschalal-Abad | -         | (КШЯ)     | Flughafen Kanysch-Kyja       | 41° 45′ 19″ N, 71° 3′ 2″ O   |
| Massy                      | Dschalal-Abad | -         | -         | Flugplatz Sakaldy (Dubar)    | 41° 0′ 29″ N, 72° 33′ 45″ O  |
| Batken                     | Batken        | UAFB      | (БАТ)     | Flughafen Batken             | 40° 2′ 33″ N, 70° 50′ 17″ O  |
| Rassakow (bis 2022 Isfana) | Batken        | UAFI      | (ИФА)     | Flughafen Rassakow           | 39° 49′ 29″ N, 69° 34′ 7″ O  |
| Kysyl-Kyja                 | Batken        | UAFS      | (КЫК)     | Flughafen Kysyl-Kyja         | 40° 16′ 18″ N, 72° 2′ 49″ O  |
| Daroot-Korgon              | Osch          | -         | (ДКУ)     | Flughafen Daroot-Korgon      | 39° 32′ 46″ N, 72° 14′ 57″ O |
| Arawan                     | Osch          | -         | -         | Flugplatz Arawan             | 40° 31′ 15″ N, 72° 24′ 30″ O |
| Madanijat                  | Osch          | -         | -         | Flugplatz Madanijat          | 40° 35′ 36″ N, 72° 50′ 56″ O |
| Otus-Adyr                  | Osch          | -         | -         | Flugplatz Yntymak            | 40° 34′ 50″ N, 72° 56′ 0″ O  |
| Osch                       | Osch          | UCFO      | OSS (ОШШ) | Flughafen Osch               | 40° 36′ 32″ N, 72° 47′ 35″ O |
| Naryn                      | Naryn         | UCFN      | (НЫН)     | Flughafen Naryn              | 41° 26′ 29″ N, 76° 7′ 50″ O  |
| Talas                      | Talas         | UAFT      | (ТЛС)     | Flughafen Talas              | 42° 30′ 21″ N, 72° 15′ 47″ O |
| Pokrowka                   | Talas         | -         | -         | Flugplatz Pokrowka           | 42° 42′ 52″ N, 71° 42′ 34″ O |
| Tamtschi                   | Yssyk-Köl     | UCFL      | IKU (ИКУ) | Flughafen Tamtschi-Yssyk-Köl | 42° 35′ 18″ N, 76° 42′ 48″ O |
| Karakol                    | Yssyk-Köl     | UCFP      | (КПЖ)     | Flughafen Karakol            | 42° 30′ 29″ N, 78° 24′ 28″ O |
| Tscholpon-Ata              | Yssyk-Köl     | UAFG      | (ЧЛА)     | Flughafen Tscholpon-Ata      | 42° 39′ 13″ N, 77° 3′ 24″ O  |
| Tamga                      | Yssyk-Köl     | UAFA      | (ТМГ)     | Flughafen Tamga              | 42° 9′ 11″ N, 77° 33′ 50″ O  |
| Tokmok                     | Tschüi        | UAFF      | (ТКМ)     | Flughafen Tokmok             | 42° 49′ 44″ N, 75° 20′ 9″ O  |
| Tschat-Köl                 | Tschüi        | -         | -         | Flugplatz Tschat-Köl         | 42° 59′ 54″ N, 74° 17′ 58″ O |
| Karabalta                  | Tschüi        | -         | -         | Flugplatz Karabalta          | 42° 48′ 19″ N, 73° 53′ 33″ O |
| Baytik                     | Tschüi        | -         | -         | Flugplatz Baytik             | 42° 44′ 30″ N, 74° 32′ 30″ O |
| Prigorodnoje               | Tschüi        | -         | -         | Flugplatz Prigorodnoje       | 42° 54′ 50″ N, 74° 30′ 28″ O |
| Kant                       | Tschüi        | UAFW      | -         | Kant Air Base                | 42° 51′ 11″ N, 74° 50′ 47″ O |